# Kraammand
Een kraammand is een mand met cadeaus die gegeven wordt na de geboorte van een baby aan de moeder.
De originele kraammanden zijn voorzien van acht kraamcadeaus die tijdens de (feestelijke) kraamtijd (de eerste acht dagen na de geboorte wordt de kraamtijd of kraamdagen genoemd) uitgepakt kunnen worden. Het is de bedoeling dat de moeder iedere kraamdag één cadeautje van de kraammand uitpakt. 
Ieder pakket is een cadeau op zich; de cadeaus die zich in de kraammand bevinden zijn bedoeld voor zowél de mama als de baby. De papa krijgt echter meestal geen cadeau. 
Een voorbeeld van een cadeau voor in de kraammand: ter herinnering aan het opgroeien is er een zogenoemde "memorybox", een soort bewaarkistje, waar de eerste foto's, haar, tandjes en andere herinneringen van de baby in opgeborgen kunnen worden voor later.